# Mandatoriccio
Mandatoriccio är en ort och kommun i provinsen Cosenza i regionen Kalabrien i Italien. Kommunen hade 2 741 invånare (2018).